# Prix Françoise-Demulder
Le prix Françoise-Demulder est un prix de photographie français décerné le ministère de la Culture en partenariat avec le festival de photojournalisme Visa pour l'image, chaque année depuis 2020, à deux femmes photojournalistes en activité, « en reconnaissance de leur contribution au photojournalisme », afin de leur permettre de réaliser un projet.

## Description
Il s'agit de deux bourses de production pour les femmes photojournalistes allouées depuis 2020 par le ministère de la Culture pour soutenir les professionnels. Dotées au départ de 5 000 euros chacune, ces bourses changent de nom et deviennent en 2022 le prix Françoise-Demulder. La dotation augmente de 3 000 euros, passant à 8 000 euros par bourse.
Ce prix dédié aux femmes photojournalistes porte le nom de la photographe de guerre française Françoise Demulder (1947-2008), première lauréate féminine du World Press Photo of the Year en 1977, avec sa photographie prise à Beyrouth-Est dans le quartier de La Quarantaine le 18 janvier 1976, lors du massacre de Karantina, au début de la guerre civile libanaise, sur laquelle on peut voir une Palestinienne implorant un milicien armé, membre des Phalanges libanaises, qui avaient attaqué ce matin-là, la population réfugiée — en grande partie palestinienne — de ce district, incendiant leurs maisons et faisant des centaines de morts.

## Organisation
Les candidates doivent soumettre un projet de reportage abouti ou en cours de réalisation. Les deux lauréates devront réaliser leurs reportages avant le début de l'édition suivante du festival international du photojournalisme Visa pour l'image.

## Lauréats
- 2020 : Nicole Tung et Chloe Sharrock
- 2021 : Axelle de Russé et Darcy Padilla
- 2022 : Nanna Heitmann pour War is peace, projet sur l'endoctrinement de la population russe mené par ses dirigeants dans le cadre du conflit avec l’Ukraine et Adrienne Surprenant pour son projet sur les impacts du changement climatique en Tunisie[1],[2].
- 2023 : Mahé Elipe pour son reportage « Celles qui sèment la lutte » sur les actions et manifestations des collectifs de femmes contre les violences de genre au Mexique et Juliette Pavy pour son projet « Sous la glace de l'Arctique, le mercure »[3]
- 2024 : Catalina Martin-Chico pour son reportage Colombie : (Re)Naître et Sandra Calligaro pour son projet Talibans, un retour